# Вольский уезд
Вольский уезд — административно-территориальная единица Саратовской губернии, существовавшая в 1780—1928 годах. Уездный город — Вольск. 

## Географическое положение
Уезд располагался на востоке Саратовской губернии, граничил с Самарской губернией. Площадь уезда составляла в 1897 году 4 939,0 верст² (5 621 км²), в 1926 году - 11 161 км².

## История
Уезд образован в 1780 году в составе Саратовского наместничества в результате реформы Екатерины Великой. С декабря 1796 по март 1797 - в составе Пензенской губернии. 
В 1835 году заволжская часть уезда вошла в состав вновь образованного Николаевского уезда.
В 1923 году в состав уезда переданы 12 волостей упразднённого Хвалынского уезда.
В 1928 году Вольский уезд был упразднён, его территория вошла в состав вновь образованного Вольского округа Нижне-Волжской области (позднее Нижне-Волжского края). 

## Население
По данным переписи 1897 года в уезде проживало 184 561 чел. В городе Вольск проживало 27 058 чел.
По итогам всесоюзной переписи населения 1926 года население уезда составило 391 931 человек, из них городское — 48 299 человек.

### Языковой состав
Родной язык населения Вольского уезда по данным переписи 1897 года:
| Язык                      | Численность, чел. | Доля     |
| ------------------------- | ----------------- | -------- |
| Русский («великорусский») | 174 325           | 94,45 %  |
| Татарский                 | 3 173             | 1,72 %   |
| Мордовский                | 3 157             | 1,71 %   |
| Чувашский                 | 2 442             | 1,33 %   |
| Другие                    | 1 464             | 0,79 %   |
| Итого                     | 184 561           | 100,00 % |

## Административное деление
По состоянию на 1835 год в Вольский уезд входила Мостовская волость с двадцатью сёлами . 
В 1890 году в состав уезда входило 27 волостей:
| № п/п | Волость         | Волостное правление     | Число селений | Население |
| ----- | --------------- | ----------------------- | ------------- | --------- |
| 1     | Баклушинская    | с. Баклуши              | 8             | 4727      |
| 2     | Балтайская      | с.Балтай                | 5             | 6060      |
| 3     | Барнуковская    | с. Барнуковка           | 1             | 2733      |
| 4     | Березниковская  | с. Березняки            | 3             | 6490      |
| 5     | Булгаковская    | с. Булгаковка           | 3             | 2900      |
| 6     | Белогродненская | с. Белогродня           | 4             | 5217      |
| 7     | Воскресенская   | с. Воскресенское        | 6             | 9246      |
| 8     | Вязовская       | с. Вязовка              | 5             | 7411      |
| 9     | Донгузская      | с. Донгуз-Архангельское | 4             | 4747      |
| 10    | Кикинская       | с. Кикино               | 6             | 4357      |
| 11    | Ключевская      | с. Ключи                | 7             | 4636      |
| 12    | Колярская       | с. Колояр-Никольское    | 8             | 4885      |
| 13    | Караваевская    | с. Большая Караваевка   | 8             | 2955      |
| 14    | Куриловская     | с. Куриловка            | 7             | 6408      |
| 15    | Лопоховская     | с. Лопуховка            | 5             | 2817      |
| 16    | Ново-Жуковская  | с. Новая Жуковка        | 4             | 4803      |
| 17    | Покровская      | с. Покровское-Тугуска   | 4             | 2351      |
| 18    | Синодская       | с. Синодское            | 7             | 10881     |
| 19    | Сосновская      | с. Сосновка             | 10            | 13619     |
| 20    | Стригайская     | с. Стригай              | 2             | 4331      |
| 21    | Терсинская      | с. Терса                | 3             | 5413      |
| 22    | Улыбовская      | с. Улыбовка-Богородское | 3             | 3178      |
| 23    | Царевщинская    | с. Царевщина            | 5             | 4996      |
| 24    | Черкасская      | с. Черкасское           | 4             | 5771      |
| 25    | Чернобулакская  | с. Чернобулак           | 4             | 3235      |
| 26    | Юловская        | с. Юловская Маза        | 4             | 7327      |
| 27    | Юрьевская       | с. Юрьевка              | 9             | 4250      |

По состоянию на 1913 год в уезде было 28 волостей, упразднены Караваевская и Куриловская волости, образованы Барановская (с. Барановка), Ершовская (с. Ершовка), Новосильцовская (с. Новосильцево) волости.